# MIPS (eenheid)
MIPS is in de informatica een afkorting die staat voor millions of instructions per second (miljoenen instructies per seconde). Dit is een eenheid die wordt gebruikt om de verwerkingssnelheid van processors (CPU's) aan te duiden. Deze aanduiding is een aanvulling op de FLOPS, een andere snelheidsmeting van CPU's die voornamelijk de rekensnelheid aangeeft.
De MIPS-waarde is slechts een ruwe aanduiding van de prestaties van de processor omdat alles afhangt van hoeveel verschillende instructies men test, de soorten instructies die men allemaal test en welke weging men aan de uitvoering van de verschillende instructies geeft. Om deze reden wordt MIPS ook wel vertaald naar Meaningless Indication of Processor Speed (betekenisloze indicatie van processor snelheid), aangezien de MIPS waarde in de praktijk weinig zegt over de snelheid van de processor.
Een 80286-processor haalde in 1982 met een kloksnelheid van 6 MHz een verwerkingssnelheid van 1 MIPS. Een Pentium 4 van 2003 haalde met een kloksnelheid van 2,2 GHz 4143 MIPS.

## Tijdlijn van IPS-scores
| Processor                            | IPS                              | Instructies p/klokcyclus | Jaar | Bron                                 |
| ------------------------------------ | -------------------------------- | ------------------------ | ---- | ------------------------------------ |
| Pen en papier (ter vergelijking)     | 0,0119 IPS                       | nvt.                     | 1892 | [ 1 ]                                |
| Intel 4004                           | 92 kIPS op 740 kHz               | 0,1                      | 1971 | [ 2 ]                                |
| IBM System/370 model 158-3           | 1 MIPS                           | 1,0                      | 1972 |                                      |
| Intel 8080                           | 500 kIPS op 2 MHz                | 0,3                      | 1974 |                                      |
| MOS Technology 6502                  | 500 kIPS op 1 MHz                | 0,5                      | 1975 |                                      |
| VAX-11/780                           | 500 kIPS                         | 0,5                      | 1977 |                                      |
| Motorola 68000                       | 1 MIPS op 8 MHz                  | 0,1                      | 1979 |                                      |
| Intel 286                            | 2,66 MIPS op 12,5 MHz            | 0,2                      | 1982 | [ 3 ]                                |
| Motorola 68020                       | 4 MIPS op 20 MHz                 | 0,2                      | 1984 |                                      |
| Intel 386DX                          | 11,4 MIPS op 33 MHz              | 0,3                      | 1985 |                                      |
| ARM2                                 | 4 MIPS op 8 MHz                  | 0,5                      | 1986 |                                      |
| Motorola 68030                       | 11 MIPS op 33 MHz                | 0,3                      | 1987 |                                      |
| ARM 7500FE                           | 35,9 MIPS op 40 MHz              | 0,9                      | 1996 |                                      |
| Motorola 68040                       | 44 MIPS op 40 MHz                | 1,1                      | 1990 | [ 4 ]                                |
| Intel 486DX                          | 54 MIPS op 66 MHz                | 0,8                      | 1992 |                                      |
| Zilog eZ80                           | 80 MIPS op 50 MHz                | 1,6                      | 1999 | [ 5 ]                                |
| Motorola 68060                       | 88 MIPS op 66 MHz                | 1,33                     | 1994 |                                      |
| DEC Alpha 21064 EV4                  | 300 MIPS op 150 MHz              | 2,7                      | 1992 | [ 6 ]                                |
| Intel Pentium Pro                    | 541 MIPS op 200 MHz              | 2,7                      | 1996 | [ 7 ]                                |
| PowerPC 750                          | 525 MIPS op 233 MHz              | 2,3                      | 1997 |                                      |
| Freescale MPC8272                    | 760 MIPS op 400 MHz              | 1,9                      | 2000 | Integrated Communications Processors |
| P.A. Semi PA6T-1682M                 | 8.800 MIPS op 2,0 GHz            | 4,4                      | 2007 | [ 9 ]                                |
| Intel Pentium III                    | 1.354 MIPS op 500 MHz            | 2,7                      | 1999 |                                      |
| AMD Athlon                           | 3.561 MIPS op 1,2 GHz            | 3,0                      | 2000 |                                      |
| AMD Athlon XP 2400+                  | 5.935 MIPS op 2,0 GHz            | 3,0                      | 2002 |                                      |
| Pentium 4 Extreme Edition            | 9.726 MIPS op 3,2 GHz            | 3,0                      | 2003 |                                      |
| ARM Cortex A8                        | 2.000 MIPS op 1,0 GHz            | 2,0                      | 2005 | [ 10 ]                               |
| AMD Athlon FX-57                     | 12.000 MIPS op 2,8 GHz           | 4,3                      | 2005 |                                      |
| AMD Athlon 64 3800+ X2 (Dual Core)   | 14.564 MIPS op 2,0 GHz           | 7,3                      | 2005 |                                      |
| Xbox 360 IBM "Xenon" Triple Core     | 19.200 MIPS op 3,2 GHz           | 6,0                      | 2005 |                                      |
| PS3 Cell BE (PPE only)               | 10.240 MIPS op 3,2 GHz           | 3,2                      | 2006 |                                      |
| AMD Athlon FX-60 (Dual Core)         | 18.938 MIPS op 2,6 GHz           | 7,3                      | 2006 |                                      |
| Intel Core 2 Extreme X6800           | 27.079 MIPS op 2,93 GHz          | 9,2                      | 2006 |                                      |
| Intel Core 2 Extreme QX6700          | 49.161 MIPS op 2,66 GHz          | 18,5                     | 2006 | [ 11 ]                               |
| Intel Core 2 Extreme QX9770          | 59.455 MIPS op 3,2 GHz           | 18,6                     | 2008 | [ 12 ]                               |
| Intel Core i7 Extreme 965EE          | 76.383 MIPS op 3,2 GHz           | 23,9                     | 2008 | [ 13 ]                               |
| AMD Phenom II X4 940 Black Edition   | 42.820 MIPS op 3,0 GHz           | 14,3                     | 2009 | [ 14 ]                               |
| IBM 5,2-GHz z196 (uitgebracht 2010)  | 52.286 MIPS op 5,2 GHz (80 CPUs) | 10,05                    | 2010 | [ 15 ]                               |
| AMD Phenom II X6 1090T               | 68.200 MIPS op 3,2 GHz           | 21,3                     | 2010 | [ 16 ]                               |
| Intel Core i7 Extreme Edition i980EE | 147.600 MIPS op 3,3 GHz          | 44,7                     | 2010 | [ 17 ]                               |
| Intel Core i7 Extreme Edition 990x   | 159.000 MIPS op 3,46 GHz         | 46,0                     | 2011 | [ 18 ]                               |